# Ketch

modern ketch

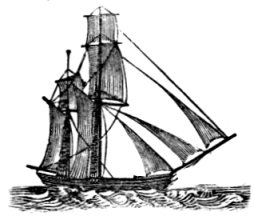
bombázó ketch

A ketch egy kisebb méretű, másfélárbócos vitorlás volt, amely a luggerhez hasonlóan az Atlanti-óceán angol és francia partvidékén született, és kitűnő hajózási tulajdonságaival vált ismertté. A ketch elnevezésnek, akárcsak a briggnek, a 18. században két jelentése is volt: a ketch vitorlával szerelt hajókat jelölte, és egyúttal az ilyen típusú hajók fő változatát is jelentette.

## Bombázó ketch
Ez a kis hadivitorlás a 17. században jelent meg. Az ellenség szárazföldi erődítményeinek lövésére használták, s erre a célra 1–2 db nehézlöveggel látták el. A nehézlövegek kb. 200 font (90 kg-os) súlyú lövedékkel tüzeltek. Az ágyú egy forgó csapon, a fedélzet első részében állították fel. Mivel elsütésével jelentős hátrarúgás keletkezett, a fedélzetet merevítő keresztgerendákkal erősítették meg, az árbócokat pedig az ágyúktól biztonságos távolságra helyezték el. Az első árbóc éppen ezért a hajó közepén állt, így az orrárbócról a főárbócig vezető merevítő kötelek nagyon hosszúak voltak, s aztán nagy orrvitorlát használhattak. Csonka vitorla csak a tatárbócon volt, s még ké keresztvitorlát is felvontak rá. A magas főárbócon már nem maradt hely a csonka vitorla számára, így az csak három keresztvitorlát hordozott. Ezzel a vitorlázattal a ketch tulajdonképpen a brigghez hasonlított, de a hátsó árbóca alacsonyabb volt, mint ahogy a ketch vitorlásnál megfigyelhető.
A hajó tűzereje annyira jelentős volt, hogy a bombázó ketch félelmetes hadihajónak számított. Ezzel a hajókkal szorították ki az eddig alkalmazott gyújtóhajókat.